# Граса Моура, Вашку
Вашку Наварру да Граса Моура (порт. Vasco Navarro da Graça Moura; 3 января 1942, Фош-ду-Дору, Порту — 27 апреля 2014, Лиссабон) — португальский юрист, писатель, поэт, переводчик, политик. Кавалер Большого креста и Офицерского креста ордена Сантьяго.

## Биография
Сын Франсишку Жозе да Граса Мора и Марии Терезы Амаду да Кунья Сейшаш Наварру де Каштру из северопортугальской буржуазии.
Был членом Европейского парламента от коалиции Социал-демократической партии и Народной партии, части группы Европейская народная партия — Европейские демократы. В бытность европарламентарием обратился к министру культуры Франции Жану-Жаку Айагону с требованием немедленной реституции ценностей, вывезенных из Португалии в период наполеоновской оккупации.
Был трижды женат: в первый раз в 1964 году на Марии Фернанде де Карвалью де Са Данташ, во второй раз, в 1985 году на Кларе Крабб да Роша (дочь Мигела Торги) и в третий раз в 1987 году на Марии ду Розариу Бандейре де Лима де Соуза Машаду.

## творчество
Автор более 60 книг (поэзия, проза, эссе о Камоэнсе и др. португальских поэтах, переводы Данте, Шекспира, Расина, Корнеля, Мольера, Ростана). 

## Книги стихов
- Modo Mudando (1963)
- O Mês de Dezembro e Outros Poemas (1976)
- A Sombra das Figuras (1985)
- Sonetos Familiares (1994)
- Uma Carta no Inverno (1997)
- Testamento de VGM (2001)
- Antologia dos Sessenta Anos (2002)
- Os nossos tristes assuntos (2006)

## Признание
Лауреат престижных премий, включая Премию Фернандо Пессоа (1995) и «Золотой Венец» (2004).